# Сілас Араужу да Сілва
Сілас Араужу да Сілва або просто Сілас (порт. Silas Araújo da Silva, нар. 30 травня 1996, Пелотас, Бразилія) — бразильський футболіст, півзахисник «Динамо» (Мінськ).

## Кар'єра гравця
Сілас народився 30 травня 1996 року в бразильському місті Пелотас. Вихованець футбольних шкіл клубів «Прогрессо» та «Інтернасьйонал».

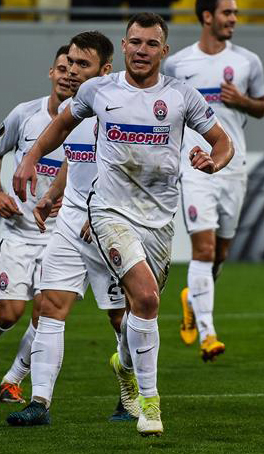
Сілас під час виступів за «Зорю». 2017 рік.

У травні 2017 року підписав 2-річний контракт з представником Української Прем'єр-ліги, луганською «Зорею». 30 липня того ж року в матчі проти клубу «Олександрія» дебютував у чемпіонаті України. 1 жовтня 2017 року Сілас забив свій перший гол за команду в матчі проти київського «Динамо» (4:4). За два роки зіграв за луганчан в 60 матчах в усіх турнірах, в яких забив 6 голів і віддав 4 гольові передачі. У сезоні 2017/18 виступав з командою в груповому етапі Ліги Європи УЄФА, на його рахунку 5 матчів і один забитий м'яч у ворота німецької «Герти», принісши сенсаційну перемогу 2:1. У березні 2018 року його контракт було продовжено на один рік до середини 2020 року.
29 серпня 2019 року на правах оренди перейшов в ізраїльський клуб «Хапоель Іроні» (Кір'ят-Шмона). За ізраїльтян Араужу да Сілва зіграв в 20 матчах, результативними діями не відрізнявся.
9 липня 2020 року Сілас на правах вільного агента підписав повноцінний контракт з білоруським «Динамо» (Мінськ).